# Forgách András

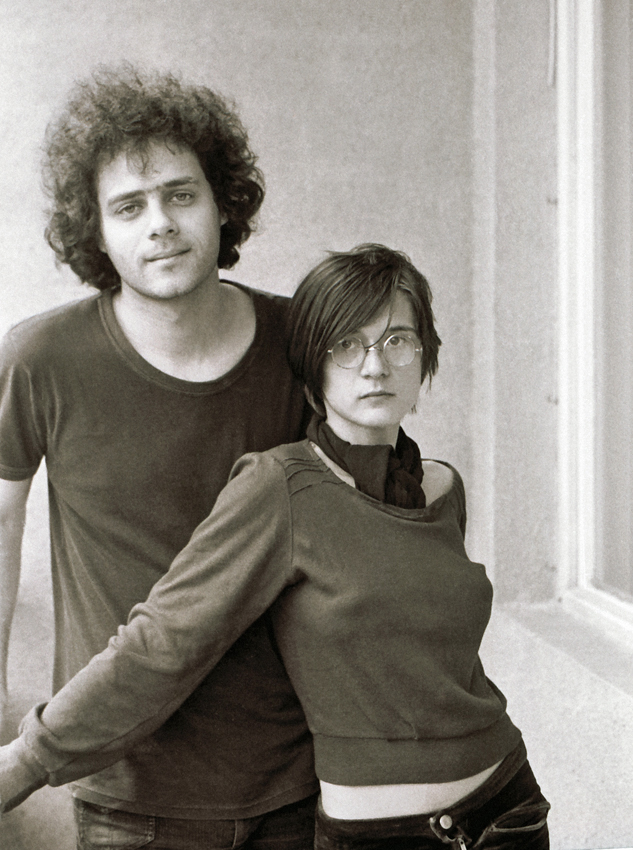
Forgách András és Szilágyi Lenke 1982-ben

Forgách András (Budapest, 1952. július 18. –) magyar író, forgatókönyvíró, dramaturg, műfordító, egyetemi oktató.

## Életpályája
Szülei: Forgács Marcell és Avi-Shaul Bruria. Bátyja Forgács Péter médiaművész. 1970–1976 között az ELTE Bölcsészettudományi Kar történelem–filozófia szakos hallgatója volt. 1976–1978 között a kecskeméti Katona József Színházban dolgozott, mint dramaturg. 1978–1980 között a Népszínház, 1980–1984 között pedig a Nemzeti Színház dramaturgja volt. 1984-től szabadfoglalkozású. 1995–1997 között az Új Színház, illetve a Budapesti Kamaraszínház dramaturgja volt. 2010-től a Színház- és Filmművészeti Egyetem osztályvezető tanára dramaturg, 2015-től pedig forgatókönyvíró szakon.
Novellákat, esszéket, kritikákat, rajzokat publikál.
Felesége Csókás Anna, gyermekük Forgách Jonatán (2016)

## Művei

### Könyvei
- Két dráma (dráma, 1991)
- Valami Figaro-féle alak (esszék, 1993)
- Aki nincs (regény, 1999)
- Gonosz siker (esszék, 2000)
- Bevilágítás (Szebeni Andrással, 2005)
- Zehuze (regény, 2007)
- 12 nő voltam (novellafüzér, 2013)
- Valami fiatal szélhámos (elbeszélések, 2015)
- Élő kötet nem marad (regény, Jelenkor Kiadó, 2015)
- Élő kötet nem marad; 2. bőv. kiad.; Jelenkor, Bp., 2018

### Forgatókönyvei, bemutatói
- A játékos (színmű, 1985)
- Robert és Robert (filmforgatókönyv, 1985)
- Vitellius (dráma, 1991)
- Árnyék a havon (filmforgatókönyv, 1991)
- Josephine Baker (1991)
- A pincér (rádiójáték, 1991)
- Mandulák (tv-film, 1992)
- Tercett (színmű, 1993)
- Pótvizsga (filmforgatókönyv, 1996)
- Hosszú alkony (filmforgatókönyv, 1997)
- A szűz, a hulla, a püspök és a kések (dráma, 2000)
- Vásott kölykök (2001)
- A görény dala (2002)
- Aranysárkány (2003)
- A takarítónő (2003)
- Másnap (filmforgatókönyv, 2004)
- Halni jó! (2004)
- Móricz szerelmei (2005)
- Erik (2005)
- A kulcs (2005)
- U&H (2008)
- Presszó (filmforgatókönyv, 2008)

## Műfordításai
- Romain Weingarten: Nyár
- Anton Pavlovics Csehov: Ivanov
- Eugène Labiche: A Lourcine-utcai eset
- Joe Orton: Szajré
- Joe Orton: Amit a lakáj látott
- Joe Orton: Csak mint otthon, Mr. Sloane!
- William Shakespeare: Lear király
- William Shakespeare: Antonius és Kleopátra
- Jean Genet: Szigorított őrizet
- Ödön von Horváth: Huza-vona
- Beaumarchais: Figaro házassága
- Friedrich Schiller: Ármány és szerelem (2009)
- Tennessee Williams: Orfeusz alászáll (2001)
- Tennessee Williams: Az ifjúság édes madara (2001)
- Robert Musil: Novellák (2000)
- Heinrich von Kleist: Levelek (2000)
- Frank Wedekind: Lulu (1998)
- Harold Pinter: Holdfény (1995)
- Heinrich von Kleist: A Schroffenstein-család (1994)
- Christopher Marlowe: II. Edward (1993)
- Beaumarchais: A bűnös anya (1988)
- Georges Didi-Huberman: Túl a feketén. Levél Nemes Lászlóhoz, a Saul fia rendezőjéhez; ford. Forgách András; Jelenkor, Bp., 2016

## Díjai
- Kritikusok díja (Vitellius, 1992)
- Szép Ernő-jutalom (2000)
- Bornemissza Gergely drámaírói ösztöndíj (2000)
- Országos Színházi Találkozó legjobb dráma díja (A szűz, a hulla, a püspök és a kések) (2000)
- Jászai Mari-díj (2002)
- Szinnyei Júlia-emlékdíj (2002)
- Stúdiószínházi fesztivál legjobb dráma díja (A görény dala) (2003)
- Édes anyanyelvünk pályázat első díj (A kulcs) (2004)
- Katona József pályázat díja (A kulcs) (2005)
- A legjobb dráma díja (A kulcs) (2005)
- József Attila-díj (2006)
- Üveggolyó-díj (2007)
- Déry Tibor-díj (2007)
- Füst Milán-díj (2007)
- Balázs Béla-díj (2009)
- NKA alkotói ösztöndíj (2011)
- Harsányi Zsolt-díj (2018)[4]